# Ґжиб (Лодзинське воєводство)
Ґжиб (пол. Grzyb) — село в Польщі, у гміні Кльонова Серадзького повіту Лодзинського воєводства.  Населення — 77 осіб (2011). У 1975-1998 роках село належало до Серадзького воєводства.

## Демографія
Демографічна структура станом на 31 березня 2011 року:
|          | Загалом | Допрацездатний вік | Працездатний вік | Постпрацездатний вік |
| -------- | ------- | ------------------ | ---------------- | -------------------- |
| Чоловіки | 38      | 6                  | 25               | 7                    |
| Жінки    | 39      | 6                  | 19               | 14                   |
| Разом    | 77      | 12                 | 44               | 21                   |